# ويلفريد نديدي
أونيينيي ويلفريد نديدي (بالإنجليزية: Wilfred Ndidi)‏ (ولد في 16 ديسمبر 1996) المعروف باسم ويلفريد نديدي هو لاعب كرة قدم نيجيري محترف يلعب لصالح نادي ليستر سيتي المنتمي للدوري الإنجليزي الممتاز يلعب كوسط دفاعي.

## وصلات خارجية
- ويلفريد نديدي على موقع الاتحاد الدولي (مؤرشف)  (الإنجليزية)
- ويلفريد نديدي على موقع الاتحاد الأوربي (الإنجليزية)
- ويلفريد نديدي على موقع قاعدة بيانات كرة القدم.إي يو (الإنجليزية)
- ويلفريد نديدي على موقع ليكيب (الفرنسية)
- ويلفريد نديدي على موقع ناشيونال فوتبول تيمز (الإنجليزية)
- ويلفريد نديدي على موقع Soccerbase.com (لاعب) (الإنجليزية)
- ويلفريد نديدي على موقع Soccerway.com (الإنجليزية)
- ويلفريد نديدي على موقع عالم كرة القدم.نت (الإنجليزية)
- ويلفريد نديدي على موقع AS.com (الإسبانية)